# Сомис, Джованни Лоренцо
Джованни Лоренцо Сомис по прозвищу Арди или Ардито (итал. Giovanni Lorenzo Somis, 11 ноября 1688, Турин, Савойское герцогство — 29 ноября 1775, Турин, Сардинское королевство) — итальянский скрипач, композитор и художник периода барокко. Прозвище (рус. выносливый), возможно, возникло в результате участия в войне с Францией 1690 — 1693 годов.

## Биография
Происходил из семьи придворных музыкантов герцогов савойских. Первые уроки получил вместе с братом Джованни Баттиста Сомисом у своего отца Франческо Лоренцо Сомиса (1663—1736). Переехал в Болонью, где провел восемь лет, возможно, изучая живопись под руководством Джованни даль Соле и музыку у Джироламо Николо́ Лауренти (итал. Girolamo Nicolò Laurenti). В 1722 году был принят в Болонскую филармоническую академию. С 1724 года жил в Турине, где получил место в королевском военном оркестре. С 1732 года играл партию второй скрипки в придворной капелле. В 1763 году, после смерти брата, занял его место. Среди учеников Джованни Лоренцо был Феличе Джардини. Вышел на пенсию в 1770 году. Владел скрипками Николо и Иеронима Амати и Георга Клотца. Сомис был коллекционером живописи, собрав более семидесяти полотен.

## Сочинения
Многие композиции Джованни Лоренцо приписывают его брату, так как они подписаны только фамилией.
- Op.1 — 8 сонат для скрипки и basso continuo (1722 Рим)
- Op.2 — 12 сонат для скрипки и basso continuo (1740 Париж)
- Op.3 — 6 трио-сонат (1740 Париж)
- 6 концертов для скрипки с оркестром
- увертюра (итал. avertura) à 4 соль мажор для двух скрипок альта и баса

## Живопись
- фрески
- портреты брата Джованни Баттиста Сомиса, Антонио Лотти, Джованни Порта, Джакомо Перти, виолончелиста Сальваторе Ланцетти и др.